# Anton Moravčík
Anton Moravčík est un footballeur tchécoslovaque, né le 3 juin 1931 à Komárno (actuellement en Slovaquie) et mort le 12 décembre 1996 à Bratislava.

## Biographie
Il joue son premier match en sélection le 11 mai 1952 contre la Roumanie en amical, et son dernier le 6 juillet 1960 contre l'URSS à l'occasion du championnat d'Europe des nations.
Il dispute deux matchs comptant pour les qualifications de la coupe du monde 1958.

## Palmarès
- Champion de Tchécoslovaquie en 1953 avec le Dukla Prague
- Vainqueur de la Coupe de Tchécoslovaquie en 1962 et 1963 avec le SK Slovan Bratislava